# Четвертной, Михаил Алексеевич
Михаил Алексеевич Четвертной (1911—1944) — командир танковой роты 136-го танкового полка 8-й гвардейской кавалерийской дивизии 2-го гвардейского кавалерийского корпуса 13-й армии 1-го Украинского фронта, лейтенант. Герой Советского Союза.

## Биография
Родился 18 декабря 1911 года в селе Кадый, ныне посёлок городского типа Костромской области, в семье крестьянина. Русский. Окончил школу-семилетку в Кадые, затем Красногорскую лесную школу. Работал техником лесного хозяйства в Кадыйском райлесхозе, был управляющим конторой. Затем работал лесничим Кадыйского лесничества. В 1933—1934 годах проходил службу в Красной Армии. Член ВКП(б) с 1940 года.
В августе 1941 года вновь призван в армию и направлен в военное училище. В декабре 1942 года окончил бронетанковое училище. В действующей армии с января 1944 года. Молодой лейтенант был назначен командиром танковой роты 136-го танкового полка 8-й гвардейской кавалерийской дивизии. На вооружении роты были танки американского производства М3 «Стюарт».
В составе 1-го Украинского фронта участвовал в боях за освобождение Украины, городов Ровно, Дубно, Кременец, Тернополь. Наши соединения, наступавшие севернее Дубно, прорвали оборону гитлеровцев и начали двигаться западнее и юго-западнее города. Танкисты 136-го полка получили задание: выйти на шоссе Дубно — Броды, обеспечить продвижение в тыл кавалерийских частей и отрезать пути отступления гитлеровцев от Дубно.
17 марта 1944 года рота лейтенанта Четвертного выбила немцев из хуторов Осталец и Подбрусень, перерезала Дубновское шоссе и ворвалась в сильно укреплённый пункт — село Пелча. Появление советских танков посеяло панику, нарушило боевые порядки врага. Противник вынужден был оставить село почти без боя. Во время налёта рота Четвертного уничтожила неприятельский танк, самоходную пушку, два 85-миллиметровых орудия, миномётную батарею, 4 станковых пулемёта, 3 автомашины, 17 повозок с грузами, 2 склада с боеприпасами и более 120 гитлеровцев. Смелые действия танкистов обеспечили быстрый выход наших частей на шоссе Дубно — Львов.
23 марта в районе Стоянув — Каплица противник прорвал оборону и перешёл в контратаку. Свыше двадцати «тигров» и «пантер» с десантом на броне попытались овладеть переправой через речку Слонивку у села Подлипки-Подзамче. Сзади, метрах в 250—300, за танками шла пехота. Лейтенант Четвертной получил приказ отрезать пехоту от танков. Он укрыл танки в засаде в селе Стоянув. Когда немецкие танки проскочили засаду, советские танкисты стремительно ударили им в тыл и, воспользовавшись внезапностью, отрезали пехоту от танков. Перейдя в атаку, огнём и гусеницами они стали уничтожать гитлеровцев. Вражеские танки развернулись, но было поздно, пехота был уничтожена. Они взяли в кольцо танки Четвертного. Вместо того чтобы дать газ и уйти от превосходящего силами, огнём и бронёй противника, советские танкисты приняли неравный бой. Их лёгкие танки «Стюарты» устремились на врага и более двух часов держались. Рота лейтенанта Четвертного удержала занимаемый рубеж. Сам Четвертной в этом бою уничтожил один танк, а другой подбил, истребил свыше 90 солдат и офицеров противника. В конце боя танк Четвертного был подожжён, командир, обожжённый и раненый, покинул машину. Скончался от полученных ран.
Указом Президиума Верховного Совета СССР от 23 сентября 1944 года за образцовое выполнение боевых заданий командования на фронте борьбы с немецко-фашистским захватчиками и проявленные при этом мужество и героизм лейтенанту Четвертному Михаилу Алексеевичу посмертно присвоено звание Героя Советского Союза.
Награждён орденом Ленина. Был похоронен однополчанами на месте боя, в саду одного из домов. В 1967 году могила была найдена, и останки героя перезахоронены в селе Подзамче. Именем Героя названы улицы в городе Радивилов и на родине, в посёлке Кадый.

## Память
В городе Ровно на Театральной площади сооружена доска с именами героев, которые сражались за освобождение Ровенщины от гитлеровских захватчиков. Среди имён — имя танкиста Четвертного.
В Кадые, на доме, где он жил, установлена мемориальная доска.
По инициативе Российского военно-исторического общества, а также потомка Четвертного М. А. и председателя Лобненского местного отделения Российского военно-исторического общества Четвертного Сергея 9 сентября 2016 года состоялось открытие памятной доски в Кадыйской средней общеобразовательной школе, в которой учился Четвертной М. А.